# Andrzej Furier
Andrzej Furier – polski kaukazoznawca

## Życiorys
Absolwent Uniwersytetu im. Adama Mickiewicza w Poznaniu, pracę magisterską poświęcił walce Gruzinów o niepodległość w XIX w. W latach 1987–1991 przebywał na stypendium doktoranckim w stolicy Gruzji, gdzie obronił na Uniwersytecie w Tbilisi rozprawę doktorską poświęconą pobytowi Polaków na Kaukazie w XIX i na początku XX w. (1991). Opiekunem naukowym dysertacji był profesor Akaki Surguladze. W tym czasie ogłosił w Gruzji drukiem pierwsze publikacje na temat relacji polsko-gruzińskich: Profiessionalnaja i obszczestwiennaja diejatielnost’ Poljakow w Gruzii wo wtoroj połowinie XIX-go i naczale XX-go wiekow (Tbilisi 1991); Polskij Dom w Tiflisie („Litieraturnaja Gruzija” 1991, nr 2); Poloneli karthograpchebi Sakarthweloszi („Czorochi” 1991, nr 1).
Po powrocie do kraju podjął pracę jako adiunkt w Zakładzie Badań nad Polonią Zagraniczną Polskiej Akademii Nauk. W latach 1991 i 1995 przeprowadził samodzielne badania terenowe w Gruzji i Armenii, które miały na celu określenie stanu świadomości narodowej i historycznej tamtejszej inteligencji. Były to pierwsze takie badania na terenie tych dwóch krajów zakaukaskich. Ich wyniki zostały opublikowane i wykorzystane do napisaniu rozprawa habilitacyjnej Droga Gruzji do niepodległości (Poznań 2000).

## Profil badań naukowych
W okresie po habilitacji interesowały go możliwości wykorzystania metod socjologicznych do badań współczesnych przemian na Kaukazie i obszarze poradzieckim. Interesował się także historią myśli społecznej – współpracując z profesorem Jackiem Leońskim opublikował zbiór tekstów źródłowych z historii myśli społecznej Od Platona do Webera (Szczecin 2002). Z kolei tom studiów Polskie ślady na Dalekim Wschodzie. Polacy w Harbinie (Szczecin 2008) wprowadził do obiegu naukowego harbiniana przechowywane w Książnicy Pomorskiej. Wyjeżdżał wielokrotnie na Kaukaz Południowy, do Erywania, Baku, Tbilisi i Batumi. Efektem tych badań były publikacje na temat gruzińskiej historii i polskiej obecności na Kaukazie. W okresie po habilitacji podjął badania problemów bezpieczeństwa i polityki międzynarodowej. Wprowadził do polskiej nauki nieznane wcześniej wydarzenia z przeszłości Kaukazu, jak na przykład bitwę pod Didgori. Widoczne w publikacjach poszerzanie pola badawczego doprowadziło go w okresie po habilitacji do zainteresowania się wschodnim wymiarem integracji europejskiej – od Ukrainy i Gruzji po Azerbejdżan. Osobną uwagę udzielił problemom europejsko-azjatyckiej wymiany kulturowej na terenach nad Morzem Kaspijskim i Czarnym. Pobyt w Baku dostarczył materiałów do publikacji o tamtejszych katolikach w XIX w. – Z historii katolickiej parafii w Baku w drugiej połowie XIX w. („Studia Polonijne” 2008). Z kolei w czasie wyjazdów badawczych do Tbilisi zebrano materiały na temat życia polskiej kolonii w Gruzji w XIX w., które umożliwiły zakończenie prac nad monografią Polacy w Gruzji (Warszawa 2009). Stanowiła ona podstawę złożenia wniosku o nadanie tytułu profesorskiego (nominacja 2010). Zajmuje się badaniami związanymi z problematyką bezpieczeństwa. Zorganizował w 2003 r. międzynarodową konferencję poświęconą współczesnym przemianom na Kaukazie, z której tom konferencyjny Kaukaz w dobie globalizacji (Poznań 2005), był pierwszym polskim opracowaniem tej problematyki.
Dorobek naukowy A. Furiera tworzy ponad dwieście dwadzieścia publikacji naukowych, z czego połowę stanowią artykuły poświęcone Kaukazowi i polskiej obecności na Wschodzie. Pozostałe publikacje analizują przemiany polityczne i społeczne na obszarze poradzieckim. Prowadzi badania kaukaskie i zajmuje się analizowaniem przemian w stosunkach międzynarodowych, co odzwierciedlają kolejne publikacje. Jest autorem kilkunastu książek, wśród których obok dziewięciu monografii znajdujemy edycje źródłowe, tomy studiów i skrypty. Najważniejsze to: Józef Chodźko 1800-1881. Polski badacz Kaukazu (Warszawa 2001); Dekada Jelcyna. Uwarunkowania rosyjskich przemian społecznych i politycznych 1991-2000 (Szczecin 2003); Polacy w Gruzji (Warszawa 2009) i Gruzja niepodległa – od monarchii do republiki (Szczecin 2015).
Swoim rodzinnym stronom poświęcił monografię Z kart historii Lubasza (Poznań 2012), której wersja elektroniczna jest dostępna w Internecie na stronie Biblioteki Głównej Uniwersytetu Szczecińskiego. Opublikował także opartą na powstańczych wspomnieniach z lat 1918–1921 książkę o zasłużonym dla walki o niepodległość dowódcy Powstania Wielkopolskiego Zdzisławie Orłowskim – Powstaniec i obywatel z Wielkopolski Zdzisław Orłowski (Poznań 2018). Najnowsze książki zostały poświęcone Konsulatowi Generalnemu RP w Tbilisi i gruzińskim przemianom politycznym (drugie wydanie monografii z 2015 r.).

## Wybrane publikacje
- Profiessionalnaja i obszczestwiennaja diejatielnost’ Poljakow w Gruzii wo wtoroj połowinie XIX-go i naczale XX-go wiekow, Tbilisi 1991
- Kraj Zakaukaski w relacjach dyplomatów II Rzeczypospolitej, Poznań 1999
- Droga Gruzji do niepodległości, Poznań 2000
- Józef Chodźko (1800-1881). Polski badacz Kaukazu, Warszawa 2001
- Od Platona do Webera. Wybór tekstów źródłowych z historii myśli społecznej i socjologicznej, Szczecin 2002
- Dekada Jelcyna. Uwarunkowania przemian politycznych i społecznych w Rosji 1991-2000, Szczecin 2003
- Kaukaz w dobie globalizacji, Poznań 2005
- „Pomarańczowa rewolucja” – szansa dla ukraińskiej transformacji politycznej, Szczecin 2006
- Polskie ślady na Dalekim Wschodzie. Polacy w Harbinie, Szczecin 2008
- Polacy w Gruzji, Warszawa 2009
- Kaukaz między Morzami Czarnym i Kaspijskim, Szczecin 2011
- Z kart historii Lubasza, Poznań 2012
- Zdzisław Orłowski (1892-1982). Powstańcze wspomnienia, Szczecin 2014
- Gruzja niepodległa – od monarchii do republiki, Szczecin 2015
- Praca dyplomowa w pięciu krokach, Szczecin 2016
- Ukraina – czas przemian po rewolucji godności, Poznań 2017
- Powstaniec i obywatel z Wielkopolski – Zdzisław Orłowski, Poznań 2018
- Kaukaz w dokumentach polskiej służby konsularnej z okresu międzywojennego, Szczecin 2019
- Gruzja niepodległa – od monarchii do republiki, Toruń 2020